# Opius alteratus
Opius alteratus är en stekelart som beskrevs av Fischer 1964. Opius alteratus ingår i släktet Opius och familjen bracksteklar. Inga underarter finns listade i Catalogue of Life.